# Яари, Меир
Меир Яари (ивр. מאיר יערי‎; при рождении Меир Вальд; 24 апреля 1897, Каньчуга, Подкарпатское воеводство — 21 февраля 1987, Израиль) — израильский общественный и политический деятель, идеолог социалистического сионистского движения. Депутат кнессета 1-го, 2-го, 3-го, 4-го, 5-го, 6-го и 7-го созывов от партии МАПАМ и блока «Маарах».

## Биография
Родился 24 апреля 1897 года в Каньчуге, Австро-Венгрия (ныне Польша), в семье Хаима Вальда и его жены Фриды. Его младшие братья, историк Авраам Яари и писатель Иехуда Яари. Получил традиционное еврейское образование в хедере. Одновременно поступил в Венскую сельскохозяйственную академию и Венский университет.
В 1914 году ушёл добровольцем в Вооружённые силы Австро-Венгрии и принимал участие в Первой мировой войне, окончил войну в звании офицера. После демобилизации стал одним из основателей организации «ха-Шомер ха-цаир» в Вене в 1919 году и был одним из лидеров этого движения. В 1920 году репатриировался в Подмандатную Палестину, жил в районе озера Кинерет, был рабочим на прокладке дорог.
В 1923 году женился на Анде Карп, в браке родилось трое детей. Дочь Рахель Гролл (1923—1924), сын Авиэзер Яари (род. 1930), генерал-майор Армии обороны Израиля и сын Хаим Яари (1941—1964), военнослужащий бригады Цанханим, покинул часть и покончил жизнь самоубийством. С 1929 года семья жила в кибуце Мерхавия.
Умер 21 февраля 1987 года.

### Политическая деятельность
Был одним из основателей Гистадрута. В 1924 году стал секретарем организации «ха-Шомер ха-цаир», стал одним из идеологических лидеров этого движения. В 1926 году стал одним из инициаторов кибуцного движения «ха-Шомер ха-цаир» — «Ха-кибуц ха-арци», секретарь этого движения. Близким соратником Яари был также руководитель и идеолог этих движений Яаков Хазан.
В 1948 году стал одним из основателей и идеологов '«Объединённой рабочей партии» (МАПАМ), был секретарем партии по общим вопросам (1948—1973). Один из инициаторов политического союза с ведущей политической силой Израиля — партией МАПАЙ, что выразилось в создании блока «Маарах» в январе 1969 года.
В 1949 году впервые избран депутатом кнессета от МАПАМ, затем переизбирался депутатом кнессета 2-го, 3-го, 4-го, 5-го и 6-го созывов от этой же партии, а в 1969 году избирался в кнессет 7-го созыва от левого блока «Маарах». В разное время работал в комиссии по иностранным делам и безопасности и комиссии кнессета.